# ハワイ独立運動
| ハワイ王国の国旗（裏返し）                                                  |
| --------------------------------------------------------------------------- |
| ハワイ独立運動の象徴する逆さまなハワイ王国の 国旗はハワイ王国の窮状を表す。 |

ハワイ独立運動（ハワイどくりつうんどう、ハワイ語：ke ea Hawai'i, 英語：Hawaiian sovereignty movement)はアメリカ合衆国のハワイ州における主権国家の草の根運動。提唱者はアメリカ合衆国から独立すること、民族自決と自治と自主を唱える。1898年のハワイ併合以来、アメリカ合衆国のハワイ諸島の統治は不法な軍事占領として認められた。1993年にアメリカ合衆国議会によって発表された謝罪決議（Apology Resolution）は、1893年にアメリカ軍が指導したクーデターによるハワイ王国の崩壊は違法行為として認められた。
独立運動者は民族自決と自治の不足の影響でハワイ先住民のホームレス問題、貧困問題、経済格差及びハワイ伝統文化の喪失とハワイ語話者の低下が起こっていると主張する。そのため、教育改革と法的措置によって議題を進めている。ホノルル市にあるハワイ州会議事堂や諸島の霊地におけるデモ活動によってアメリカ合衆国の法的権限に異議を唱える。

## 歴史
|  |

世界中の先住民族権利運動と同時に、1960年から1970年代のネイティブハワイアンの団体活動とそれ以外からの支持者はハワイ独立運動の先頭に立った。都市化、商業的開発、ハワイアン・ホームランド部（DHHL)の腐敗、古代の埋葬地と霊地の破壊による問題は活動の原因となった。急激な都市化とネイティブハワイアンの住宅格差に応じて、1980年代に文化的かつ政治的な勢いを増した。その結果、連邦法と州法は少しずつネイティブハワイアンのための保護法を定めていたが、商業的開発問題には対処していない。
1993年にホワイトハウスでの「謝罪共同決議」が制定され、ハワイ王国の崩壊は違法行為として認められた。さらに2010年にはアカカ法案が制定され、米連邦政府によってネイティブハワイアンを部族として認知する法案が制定された。しかし、独立運動者は米政府によってネイティブアメリカンのように部族として認められることに対しハワイがそもそも法的にアメリカの一部ではないことから、今回の決定は矛盾すると指摘する。